# Бага-Сола
Бага-Сола (фр. Baga Sola) — город и супрефектура в Чаде, расположенный на территории региона Лак. Входит в состав департамента Мамди.

## Географическое положение
Город находится в западной части Чада, на северо-восточном берегу озера Чад, на высоте 276 метров над уровнем моря.
Населённый пункт расположен на расстоянии приблизительно 170 километров к северо-западу от столицы страны Нджамены

## История
10 октября 2015 года на городском рынке и в лагере для беженцев террористами-смертниками было взорвано три бомбы. Жертвами теракта стали 37 человек, ещё 52 человека были ранены.

## Население
По данным официальной переписи 2009 года численность населения Бага-Солы составляла 38 917 человек (19 721 мужчина и 19 196 женщин). Население супрефектуры по возрастному диапазону распределилось следующим образом: 51,3 % — жители младше 15 лет, 44 % — между 15 и 59 годами и 4,7 % — в возрасте 60 лет и старше.

## Транспорт
Ближайший аэропорт расположен в городе Бол.